# Dimitar Berbatow
Dimitar Iwanow Berbatow (bulgarisch Димитър Иванов Бербатов, wiss. Transliteration Dimităr Ivanov Berbatov; * 30. Januar 1981 in Blagoewgrad) ist ein ehemaliger bulgarischer Fußballspieler. Er ist gemeinsam mit Christo Bonew Rekordtorschütze der bulgarischen Nationalmannschaft und wurde siebenmal Fußballer des Jahres in seinem Heimatland. Berbatow spielte fünf Jahre in Deutschland bei Bayer 04 Leverkusen sowie acht in der englischen Premier League, in der er zwei Meistertitel holte und fünfmal nationale Pokalwettbewerbe gewann.

## Karriere

### Vereine

#### ZSKA Sofia
Dimitar Berbatow wurde vom früheren bulgarischen Nationalspieler Dimitar Penew entdeckt, als er noch in der Jugendmannschaft von Pirin Blagoewgrad spielte. Im Alter von 17 Jahren schloss er sich ZSKA Sofia, wo auch schon sein Vater spielte, an. In der Saison 1998/99 gab er sein Profidebüt in der A Grupa, der höchsten Spielklasse Bulgariens. In seinem ersten Profijahr erzielte er 14 Tore in 27 Spielen, in der Spielzeit 2000/01 in elf Spielen neun Tore.

#### Bayer 04 Leverkusen
Im Januar 2001 wechselte er dann schließlich nach Deutschland zu Bayer 04 Leverkusen. In der Saison 2001/2002 arbeitete er sich langsam in die Nähe der ersten Elf vor, während die Werkself in Europa für Aufsehen sorgte und in der Champions League nach Siegen gegen den FC Barcelona, Olympique Lyon, Juventus Turin auch das englische Trio um den FC Arsenal, FC Liverpool und Manchester United aus dem Wettbewerb warf. Im Finale der Champions League wurde Berbatov bereits in der 39. Minute eingewechselt, konnte jedoch die Niederlage gegen Real Madrid nicht verhindern. Im DFB-Pokalfinale im selben Jahr brachte er Leverkusen gegen den FC Schalke 04 sogar in Führung, was aber nichts daran ändern sollte, dass Leverkusen im Pokal, Meisterschaft und Champions League jeweils unglücklich Zweiter wurde.
In Leverkusen trug Berbatov zunächst die Rückennummer 12. Nach dem Karriereende von Ulf Kirsten 2003 übernahm er dessen Rückennummer 9.
In der Saison 2004/05 zählte Berbatow mit 20 Toren zu den besten Torjägern der Bundesliga. Mit seinem Mannschaftskameraden Andrij Woronin bildete er das beste Stürmerduo der Saison; zusammen erzielten sie 35 Treffer. In der Saison 2005/06 wurde Berbatow mit 21 Toren und neun Torvorlagen zweitbester Scorer der Liga hinter Miroslav Klose (25 Tore, 14 Vorlagen) und qualifizierte sich mit Leverkusen für den UEFA-Pokal.

#### Tottenham Hotspur
Berbatow, dessen Vertrag eine Ausstiegsklausel für eine festgeschriebene Ablösesumme von rund 16 Millionen Euro enthielt, hatte seit längerem Interesse an einem Wechsel in die englische Premier League bekundet. In der Sommerpause 2006 wechselte er für 16,5 Millionen Euro zum Premier-League-Verein Tottenham Hotspur. Diese Ablösesumme war bis dahin die höchste, die für einen bulgarischen Fußballer gezahlt wurde. Bereits im ersten Heimspiel der Saison 2006/07 erzielte Berbatow seinen ersten Treffer für Tottenham. Er wurde schnell zum Stammspieler und im April 2007 zusammen mit seinem Teamkollegen Robbie Keane als Spieler des Monats ausgezeichnet.

#### Manchester United

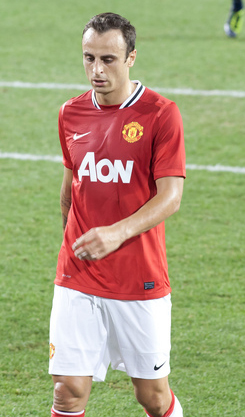
Berbatow bei Manchester United (2011)

Im September 2008 verpflichtete Manchester United Berbatow für eine Transfersumme von 30,7 Mio. britische Pfund (ca. 38 Mio. Euro), zum damaligen Zeitpunkt der teuerste Transfer der Vereinsgeschichte. Er erhielt einen Vierjahresvertrag und die Rückennummer 9, die zuletzt der Franzose Louis Saha getragen hatte. Sein erstes Spiel für Manchester United bestritt der Bulgare am 13. September 2008 im Ligaspiel gegen den FC Liverpool, in dem er dem Argentinier Carlos Tévez ein Tor vorbereitete. Seine ersten beiden Tore erzielte er in der Champions League gegen den dänischen Klub Aalborg BK.
Zu Beginn der Saison 2010/11 zeigte sich Berbatow in hervorragender Verfassung. Im Spiel gegen den FC Liverpool (3:2) schoss er am 19. September seinen ersten Hattrick im Trikot von Manchester United. Fünf Tore in einem Spiel gelangen ihm am 27. November 2010 (15. Spieltag) beim 7:1-Erfolg über die Blackburn Rovers.
Trotz seiner guten Leistungen wurde er für das Champions-League-Finale 2011 nicht für den Kader nominiert, das Finale ging 3:1 gegen Barcelona verloren. Sir Alex Ferguson sollte sich später für seine Entscheidung ihn nicht zu nominieren im Vorwort von Dimitar Berbatows Autobiografie entschuldigen.

#### FC Fulham

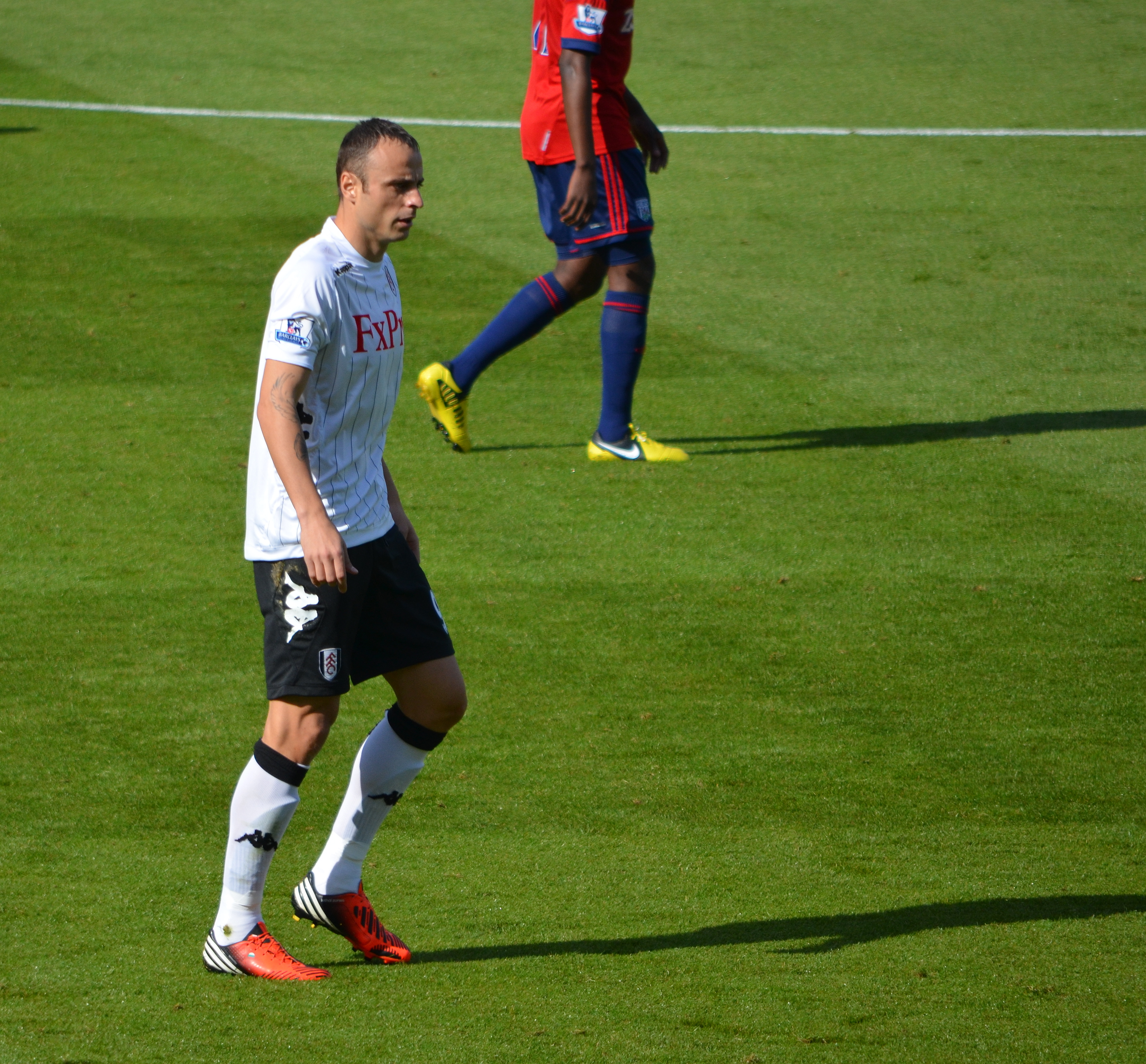
Berbatow im Trikot des FC Fulham (2012)

Am 31. August 2012 wechselte Berbatow kurz vor Ablauf der Transferperiode innerhalb der Liga zum FC Fulham. Beim Klub aus London unterschrieb er einen Zweijahresvertrag bis zum 30. Juni 2014. Bereits am nächsten Tag debütierte er für seinen neuen Verein. Er wurde vor heimischen Publikum in der zweiten Halbzeit gegen West Ham United (0:3) eingesetzt.

#### AS Monaco
Am 31. Januar 2014 wechselte Berbatow auf Leihbasis bis zum Ende der Saison 2013/14 in die französische Ligue 1 zum AS Monaco. Er sollte bei den Monegassen den langzeitverletzten Falcao ersetzen. Später wurde bekannt, dass Berbatow nicht geliehen, sondern fest verpflichtet wurde. In der Rückrunde erzielte er in elf Ligaspielen sechs Treffer. Nach der Saison verlängerte Berbatow seinen zum Saisonende auslaufenden Vertrag um ein Jahr bis zum 30. Juni 2015. Berbatows Vertrag in Monaco wurde über den Juni 2015 nicht verlängert.

#### PAOK Thessaloniki
Am 2. September 2015 unterschrieb Berbatow beim griechischen Erstligisten PAOK Thessaloniki. Nach Ende seiner Vertragslaufzeit war er seit Juli 2016 vereinslos.

#### Kerala Blasters
Für den indischen Erstligisten Kerala Blasters FC absolvierte der Bulgare seine letzten neun Pflichtspiele und schoss noch einmal ein Tor. Nach seinem letzten Einsatz im Februar 2018 beendete Berbatow, der den Verein nach Saisonende verlassen hatte, im September 2019 mit 38 Jahren endgültig seine aktive Karriere.

### In der Nationalmannschaft
Berbatow war aktiver Nationalspieler und ferner Mannschaftskapitän seines Landes. Er nahm mit Bulgariens Nationalmannschaft an der EM 2004 in Portugal teil. Seit dem 18. November 2009 ist er mit 48 erzielten Toren neben Christo Bonew Rekordtorschütze der bulgarischen Nationalmannschaft.
Am 13. Mai 2010 trat Berbatow aus der Nationalmannschaft zurück.

### Trainertätigkeit
Aktuell ist Berbatow seit Januar 2021 als Stürmertrainer für den bulgarischen Erstligisten SFK Etar Weliko Tarnowo tätig.

## Erfolge/Titel

### Mit seinen Vereinen
- FIFA-Klub-Weltmeisterschaft: 2008
- UEFA-Champions-League-Finalist: 2002, 2009, 2011
- Englischer Meister: 2009, 2011
- Englischer Ligapokalsieger: 2008, 2009, 2010
- Community Shield: 2010, 2011
- Bulgarischer Pokalsieger: 1999

### Persönliche Auszeichnungen
- Fußballer des Jahres in Bulgarien: 2002, 2004, 2005, 2007, 2008, 2009, 2010
- PFA Team of the Year: 2007, 2011
- UEFA-Pokal-Torschützenkönig: 2001 (gemeinsam mit Juan Antonio Pérez Alonso)
- DFB-Pokal-Torschützenkönig: 2002
- Torschützenkönig der Premier League: 2011 (gemeinsam mit Carlos Tévez)
- Spieler des Monats der Premier League: April 2007, Januar 2011
- Spieler des Monats der Ligue 1: April 2014

## Trivia
Sein Cousin Kiprijan ist ein Internationaler Meister im Schachsport.